# Virtus (divinità)

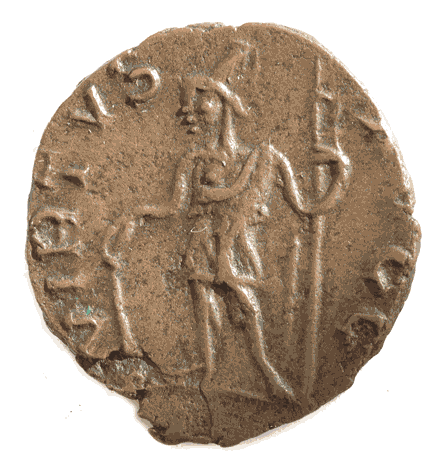
Moneta gallica raffigurante Virtus.

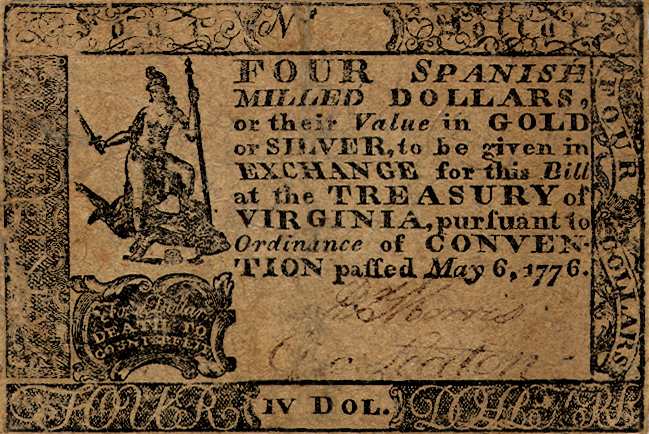
Nota statunitense della Virginia da quattro dollari del 1776. A sinistra si vede la raffigurazione di Virtus.

Nella mitologia romana, Virtus era la divinità del coraggio e della forza militare, la personificazione della virtus (virtù, valore) romana. L'equivalente greco era Arete.
Lui/lei era identificato con il dio romano Honos (personificazione dell'onore) e le due divinità erano spesso onorate contemporaneamente. Come scritto da Valerio Massimo, questo culto congiunto portò nel 210 a.C. alla decisione di Marco Claudio Marcello di erigere un unico tempio per entrambi. La cosa suscitò l'obiezione del collegio pontificio secondo cui, se un miracolo fosse accaduto in quel tempio, i sacerdoti non avrebbero saputo a quale dei due dei offrire sacrifici come ringraziamento. Marcello eresse quindi un tempio per il solo Virtus ed uno per Honos, finanziandoli con il bottino ottenuto saccheggiando Siracusa e sconfiggendo i Galli. Questo tempio si trovava a Porta Capena ed in seguito venne restaurato da Vespasiano.
La divinità era rappresentata in molti modi. Spesso porta un corto chitone, il cd. costume amazzonico, confondibile con quello della dea Roma.Sulle monete di Tetrico appare come matrona, uomo vecchio o giovane, con un giavellotto o solo con un mantello.

## Era moderna
Nel 1776 Virtus divenne la figura centrale dello stemma dello stato della Virginia e quindi anche della sua bandiera che lo contiene. La nota da quattro dollari della Virginia ha una simile Virtus disegnata sul verso.